# Joan Josep López Ibor
Joan Josep López Ibor (Sollana, la Ribera Baixa, 1906 - Madrid 1991) fou un metge i escriptor valencià. Estudià a València, Madrid, París i Múnic. Fou catedràtic de medicina legal a Santiago de Compostel·la (1932) i de psiquiatria a Salamanca i Madrid, on succeí a Vallejo Nájera (1960) i president de l'Associació Mundial de Psiquiatria (1966-1972). Desenvolupà el concepte d'angoixa vital, com a base de la condició humana i descrigué les arrels biològiques de les neurosis. Crític amb la psicoanàlisi i amb la visió sociogenètica dels trastorns mentals, treballà per la consolidació de la psiquiatria acadèmica, però mostrà cert desdeny pels problemes de l'assistència psiquiàtrica pública. Catòlic fervent, assessorà el Vaticà quant a matrimoni i sexualitat, amb la seua esposa, Socorro Aliño, va tenir dotze fills. Escrigué “La angustia vital”, “El español y su complejo de inferioridad”, “El descubrimiento de la intimidad”, “La agonía del psicoanálisis”, “El libro de la vida sexual” i “Tratado de psiquiatría” entre d'altres.